# Утёс (Павлодарская область)
Утес (каз. Отес) — село в Актогайском районе Павлодарской области Казахстана. Входит в состав Ауельбекского сельского округа. Код КАТО — 553235300.

## Население
В 1999 году население села составляло 211 человек (86 мужчин и 125 женщин). По данным переписи 2009 года, в селе проживало 209 человек (97 мужчин и 112 женщин).